# Caus Castle
Caus Castle är ett slott i Storbritannien.   Det ligger i grevskapet Shropshire i riksdelen England, i den södra delen av landet, 230 km nordväst om huvudstaden London. Caus Castle ligger 223 meter över havet.
Terrängen runt Caus Castle är kuperad åt sydväst, men åt nordost är den platt. Runt Caus Castle är det ganska tätbefolkat, med 160 invånare per kvadratkilometer. Närmaste större samhälle är Shrewsbury, 16,3 km öster om Caus Castle. Trakten runt Caus Castle består i huvudsak av gräsmarker.